# Саймон Бирч
«Саймон Бирч» (англ. Simon Birch) — американский художественный фильм 1998 года по мотивам романа Джона Ирвинга «Молитва об Оуэне Мини». Режиссёр фильма Марк Стивен Джонсон также написал и сценарий, опустив большую часть второй половины романа и изменив концовку. Название фильма отличается от книги по просьбе Ирвинга, который не верил, что этот роман может быть успешно экранизирован — он предложил имя «Саймон Бирч» взамен Оуэна Мини. Сюжет фильма вращается вокруг 12-летнего Джо Вентворта и его лучшего друга Саймона Бирча.

## Сюжет
Фильм поставлен по роману американского писателя Джона Ирвинга под названием «Молитва об Оуэне Мини». В американском городке растут два мальчика. Один, Джо, чей отец неизвестен, принадлежит к семейству основателей города. И второй — очень маленький мальчик со странным именем — Саймон Бирч. Саймон настолько мал, что даже отбить бейсбольной битой мяч для него проблема. Когда же ему, наконец, удаётся это сделать, он случайно убивает мячом мать своего лучшего друга. Это фильм о дружбе, о взрослении, о вере, о подвиге.

## В ролях
| Актёр           | Роль                  |
| --------------- | --------------------- |
| Йен Майкл Смит  | Саймон Бирч           |
| Джозеф Маццелло | Джо Вентворт          |
| Эшли Джадд      | Ребекка Вентворт      |
| Оливер Платт    | Бен Гудрич            |
| Дэвид Стрэтэйрн | преподобный Рассел    |
| Джим Керри      | взрослый Джо Вентворт |
| Питер Макнилл   | Мистер Бирч           |